# Ribeyret
Ribeyret ist eine französische Gemeinde im Département Hautes-Alpes in der Region Provence-Alpes-Côte d’Azur. Sie gehört zum Kanton Serres im Arrondissement Gap. Sie grenzt im Norden an Montmorin, im Osten an L’Épine, im Süden an Sorbiers und Saint-André-de-Rosans sowie im Westen an Moydans.

## Bevölkerungsentwicklung

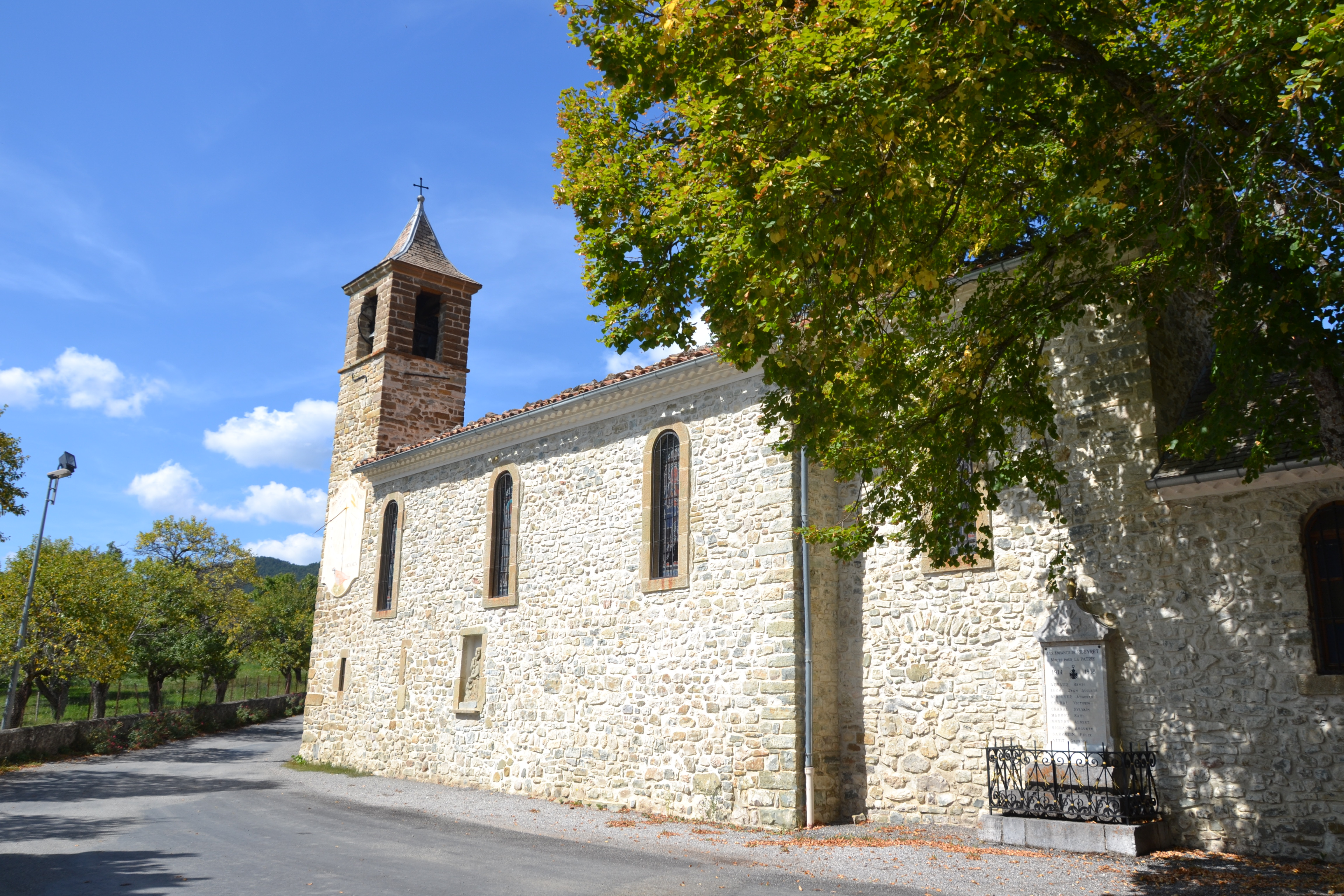
Kirche Saint-Pierre-aux-Clefs

| Jahr      | 1962 | 1968 | 1975 | 1982 | 1990 | 1999 | 2008 | 2012 |
| --------- | ---- | ---- | ---- | ---- | ---- | ---- | ---- | ---- |
| Einwohner | 144  | 141  | 123  | 130  | 125  | 114  | 105  | 102  |